# 大风子油酸
大风子油酸是一种存在于Hydnocarpus wightianus的油中的脂肪酸。它和大多数脂肪酸不一样，其末端存在环戊烯基团。
它是白色晶体，在68.5 °C熔化，可溶于乙醚、氯仿和乙酸乙酯。